# The Carbuncle
The Carbuncle är en ö i Australien. Den ligger i delstaten Tasmanien, i den sydöstra delen av landet, omkring 210 kilometer norr om delstatshuvudstaden Hobart.
Genomsnittlig årsnederbörd är 1 279 millimeter. Den regnigaste månaden är augusti, med i genomsnitt 174 mm nederbörd, och den torraste är januari, med 42 mm nederbörd.